# Пітер Паланджян
Пітер Паланджян (англ. Peter Palandjian; нар. 12 лютого 1964) — колишній американський тенісист.
Найвищу одиночну позицію світового рейтингу — 280 місце досяг 15 серпня 1988, парну — 175 місце — 10 липня 1989 року.
Завершив кар'єру 1989 року.

## Титули на челленджерах

### Парний розряд: (5)
| Ранг | Рік  | Турнір                                            | Покриття | Партнер        | Суперники                      | Рахунок       |
| ---- | ---- | ------------------------------------------------- | -------- | -------------- | ------------------------------ | ------------- |
| 1.   | 1987 | Боссонан, Швейцарія                               | Тверде   | Бад Шултс      | Гайнер Морайнґ Александр Мронц | 6–4, 6–3      |
| 2.   | 1987 | Гельсінкі, Фінляндія                              | Килим    | Бад Шултс      | Ніклас Утґрен Пасі Віртанен    | 7–6, 6–4      |
| 3.   | 1988 | Аптос, Сполучені Штати Америки                    | Тверде   | Джефф Клапарда | Ед Нейґел Джефф Таранго        | 6–3, 6–4      |
| 4.   | 1988 | Нью-Гейвен (Коннектикут), Сполучені Штати Америки | Тверде   | Джефф Клапарда | Зішан Алі Кріс Бейлі           | 6–2, 7–5      |
| 5.   | 1988 | Гельсінкі, Фінляндія                              | Килим    | Люк Єнсен      | Єрґ Мюллер Джеймс Тернер       | 7–6, 3–6, 6–3 |